# Partenó
El Partenó (del grec antic Παρθενος -Verge-) és un temple consagrat a la deessa grega Atena Pàrtenos, a qui el poble d'Atenes considera la seva protectora. Va ser construït al segle v aC i és el monument més antic dels ubicats a l'Acròpoli d'Atenes (Grècia). Els seus arquitectes foren Ictinos i Cal·lícrates, supervisats per Fídies.
És l'edifici més important dels que es conserven de la Grècia clàssica; generalment, es considera com la culminació del desenvolupament de l'ordre dòric. Les seves escultures decoratives són considerades un dels màxims exponents de l'art grec. El Partenó és concebut com un símbol perdurable de l'antiga Grècia i de la democràcia atenesa, i un dels monuments més grans del món cultural.
El Ministeri de Cultura Grec n'està duent a terme un programa de restauració i reconstrucció.
El Partenó va substituir un temple més antic d'Atena, que els historiadors anomenen el Pre-Partenó o Hekatómpedon, que va ser destruït en la invasió persa de l'any 480 aC. Igual que la majoria dels temples grecs, el Partenó va ser utilitzat com a tresor, i durant un temps va servir com a tresor de la Lliga de Delos, que més tard es va convertir en la Confederació d'Atenes. Al segle vi, el Partenó es va convertir en una església cristiana dedicada a la Mare de Déu. Després de la conquesta turcootomana, es va convertir en una mesquita a començaments de la dècada del 1460, i tenia un minaret. El 26 de setembre del 1687, un dipòsit de municions turcootomanes a l'interior de l'edifici va esclatar a causa d'un bombardeig dels venecians. L'explosió resultant va danyar severament el Partenó i les seves escultures. El 1806, Thomas Bruce, Comte d'Elgin, va endur-se algunes de les escultures supervivents, amb el permís dels otomans. Aquestes escultures, ara conegudes com els Marbres d'Elgin o els Marbres del Partenó, es van vendre el 1816 al Museu Britànic de Londres, on estan exposades actualment. El govern grec ha demanat la devolució de les escultures a Grècia, fins ara sense èxit.

## Disseny i construcció
La planta rectangular és la d'un temple octàstil i perípter; disposa de vuit columnes frontals i disset de laterals i mesura 67,50 x 30,95 m. Als costats estrets i passada aquesta primera línia de columnes, trobem dos pòrtics hexàstils (6 columnes); és per això que és també un temple amfipròstil.
Es pot observar que la relació proporcional de moltes parts del temple és de 4 a 9. Es manifesta aquesta proporció entre l'amplada i la longitud del conjunt; entre l'amplada de les columnes i la distància entre aquestes (intercolumni); entre l'ample i el llarg de la cel·la i entre l'alçada fins a la cornisa i l'ample de la façana.
Al Partenó, trobem alteracions imperceptibles a simple vista, però que compleixen una missió de contrarestar il·lusions òptiques. Els frisos i frontons, ricament decorats amb relleus que surten més de dalt per a compensar la visió des de baix. Les mètopes van disminuint d'amplada des del centre fins als costats; les columnes de l'èntasi disminueixen el seu perímetre a mesura que s'aproximen al capitell, mentre que a 2/5 parts de la seva altura disposen del diàmetre més prominent. Les columnes dels laterals estan més separades i són més gruixudes que la resta, i s'inclinen cap a dintre, corregint l'aparença d'aprimament que els confereix el major impacte lluminós i compensant la sensació que es corben cap enfora. L'especial atenció de Fídies per a corregir les desviacions òptiques i la simetria confereix la relació correcta de les parts i representa l'harmonia i la bellesa de la natura.
El Partenó constava de dues sales: l'una gran, el naos (o cel·la), i una altra de més petita, l'opistòdomos, que estaven separades per una paret. Això converteix el Partenó en un temple doble (inèdit fins aquell moment) i que feien necessàries les dues façanes d'accés, amb un pòrtic cadascuna.

### El naos
La façana del naos està encarada a l'est, a l'interior d'aquesta cambra trobem una columnata dòrica de dos pisos que envoltava la colossal estàtua criselefantina (d'or i de vori), dedicada a Atena i esculpida per Fídies, l'Atena Pàrtenos, que avui resta desapareguda.

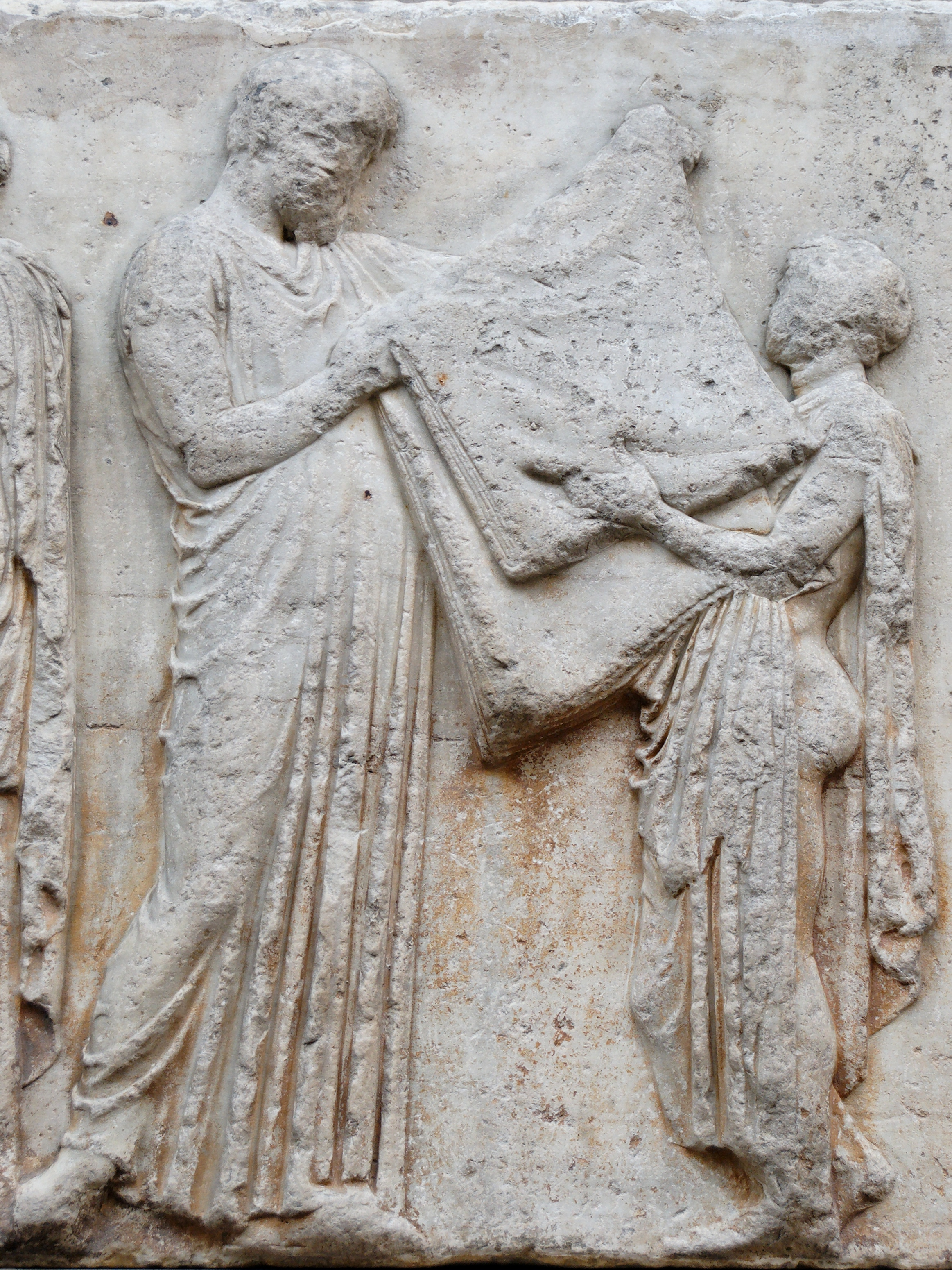
Possiblement, lliurament per part d'un nen del pèplum a l'arcont-rei.

L'ordre jònic decora el fris interior que circumda la cel·la. En total, 160 metres de fris distribuït en plafons de marbre d'1,02 m d'alçada. Aquest representava la processó de les memorables festes Panatenees, una comitiva que anava cada any al temple per oferir a la dea una túnica brodada teixida per les joves ateneses. Les esmentades donzelles, portadors d'ofrenes i genets, desfilen en processó a la vista de l'assemblea dels dotze déus que reben la túnica o pèplum.
L'accés a l'interior del naos s'efectuava pel pronaos, que era un espai completament obert. El Partenó disposa d'un espai equivalent.

### L'opistòdomos
La façana de l'opistòdomos està encarada a l'oest, espai tancat emmarcat per quatre columnes jòniques, lloc on es guardava el tresor del temple. Era reservada únicament al servei de les sacerdotesses i és l'espai que dona nom al Partenó, ja que Parthénon significa sala de les donzelles.

### Elements estructurals
- Suport: les columnes suporten l'entaulament horitzontal que recorre tot el perímetre del temple.
- Coberta: l'entaulament està compost per un arquitrau, un fris i una cornisa. Els murs i les columnes també estan construïdes per aguantar i inclinar el sostre, per tal d'aconseguir que fos una coberta a dues aigües, on l'aigua desembocava en els frontons respectius.

## Elements decoratius

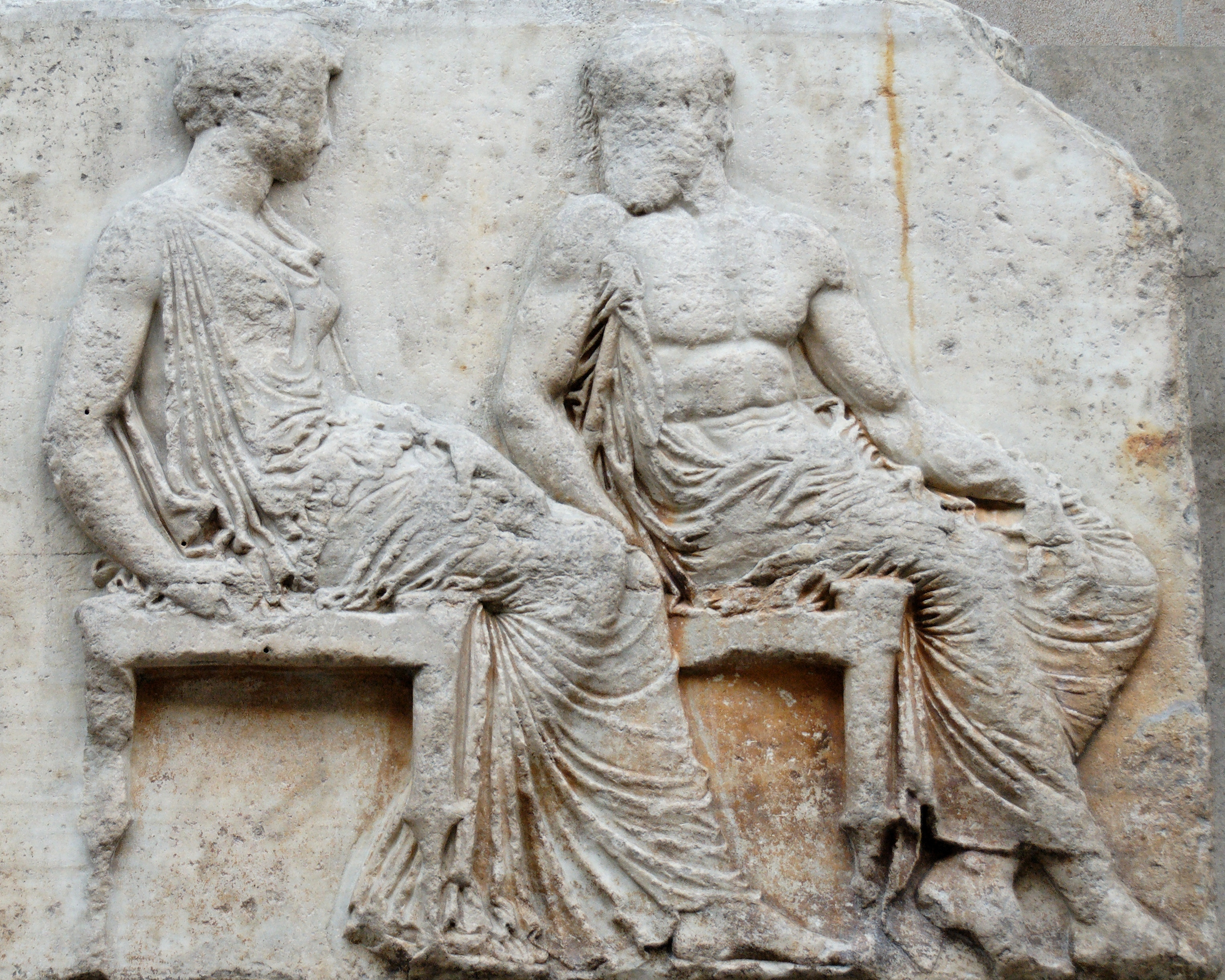
Atena i Hefest recolzat en una crossa.

Fídies va esculpir per al Partenó els frontons, mètopes i frisos interiors. Se sap que el paper de Fídies en l'execució dels frontons fou rellevant i ocasional o exclusiu dels seus ajudants en les mètopes i tríglifs. Entre els vestigis que han arribat fins als nostres dies, Fídies deixà mostres del seu domini exquisit de la representació humana: cares i posicions de cossos individualitzats i els plecs de les robes que s'adapten convenientment a les formes anatòmiques. Es considera que les escultures de Fídies conferien en la població una nova idea de divinitat.

### Fris

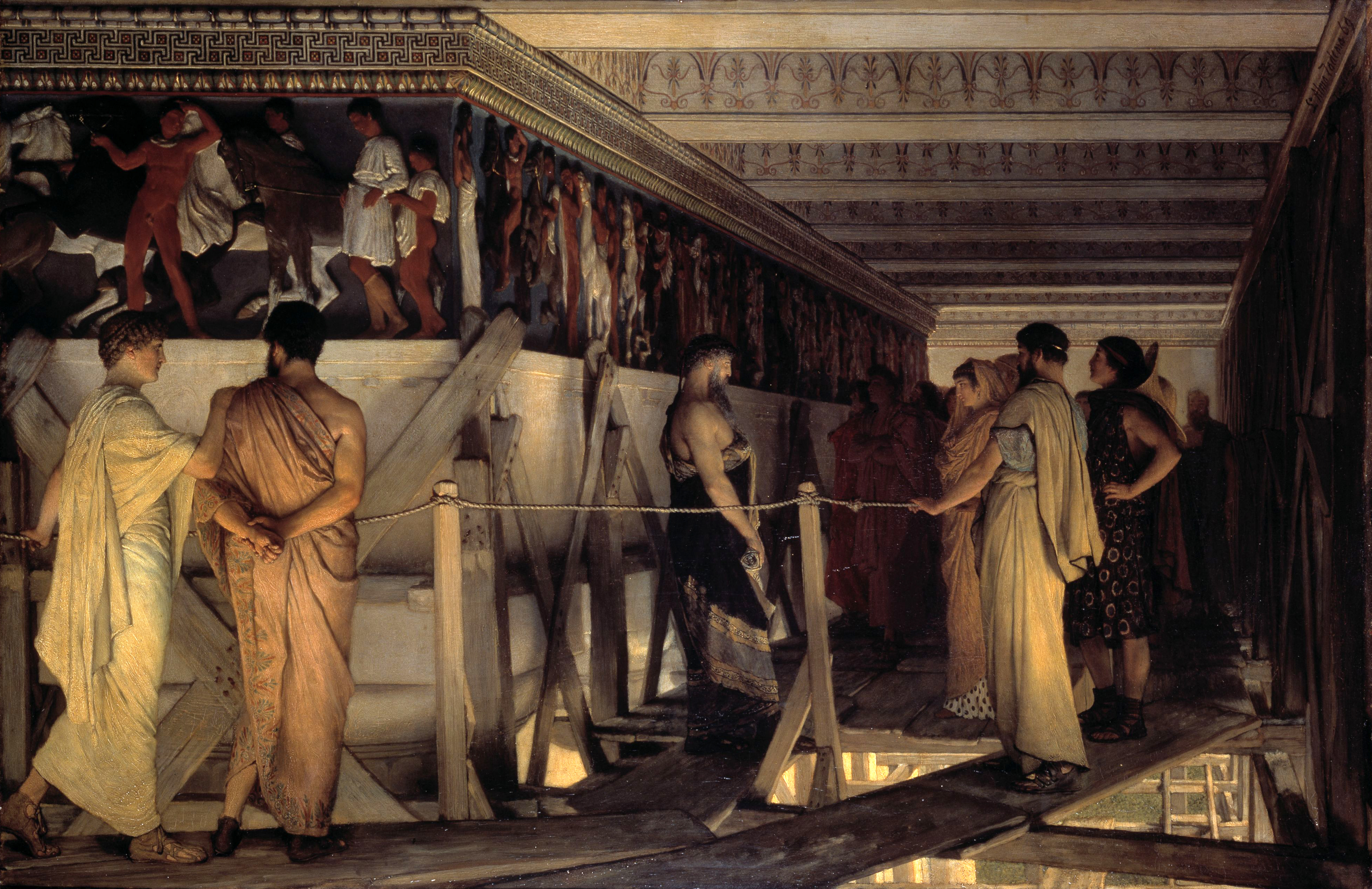
Fídies Mostrant el fris del Partenó als seus amics, del 1868, pintura de Lawrence Alma-Tadema.

El tret més característic de l'arquitectura i la decoració del temple és el fris que rodeja les parets exteriors de l'entaulament. El fris baix relleu, tallat in situ, està datat entre el 442 aC-438 aC.
Una interpretació és que representa una versió idealitzada de la processó Panatenees des de la Porta de Dipilon, al barri de Ceràmic fins a l'Acròpoli. Aquesta processó té lloc cada any, amb una processó especial cada quatre anys. En aquesta, els atenencs i estrangers participen en honor de la dea Atenea oferint sacrificis i un nou pèplum (vestit teixit per les nenes seleccionades de la noblesa atenenca, anomenat ergastines).

La narració del fris comença a la cantonada sud-oest, on la processó apareix per a dividir-se en dues files separades. El primer terç del fris occidental no forma part de la processó, sinó que sembla que representa les etapes preparatòries per als participants. La primera figura aquí és un mariscal vestint-se, seguit de diversos homes preparant els cavalls fins a la figura que es troba, que pot estar ocupada en el dokimasia, la prova o allistament dels cavallers hippeus; és una figura ambigua, que podia ser el propietari d'un cavall rebutjat, o un keryx, la mà del qual sostenia part d'una salpinx o trompeta; de tota manera, aquest punt marca el començament de la processó. Les següents fileres són totes de cavallers i constitueixen un 46% del fris.

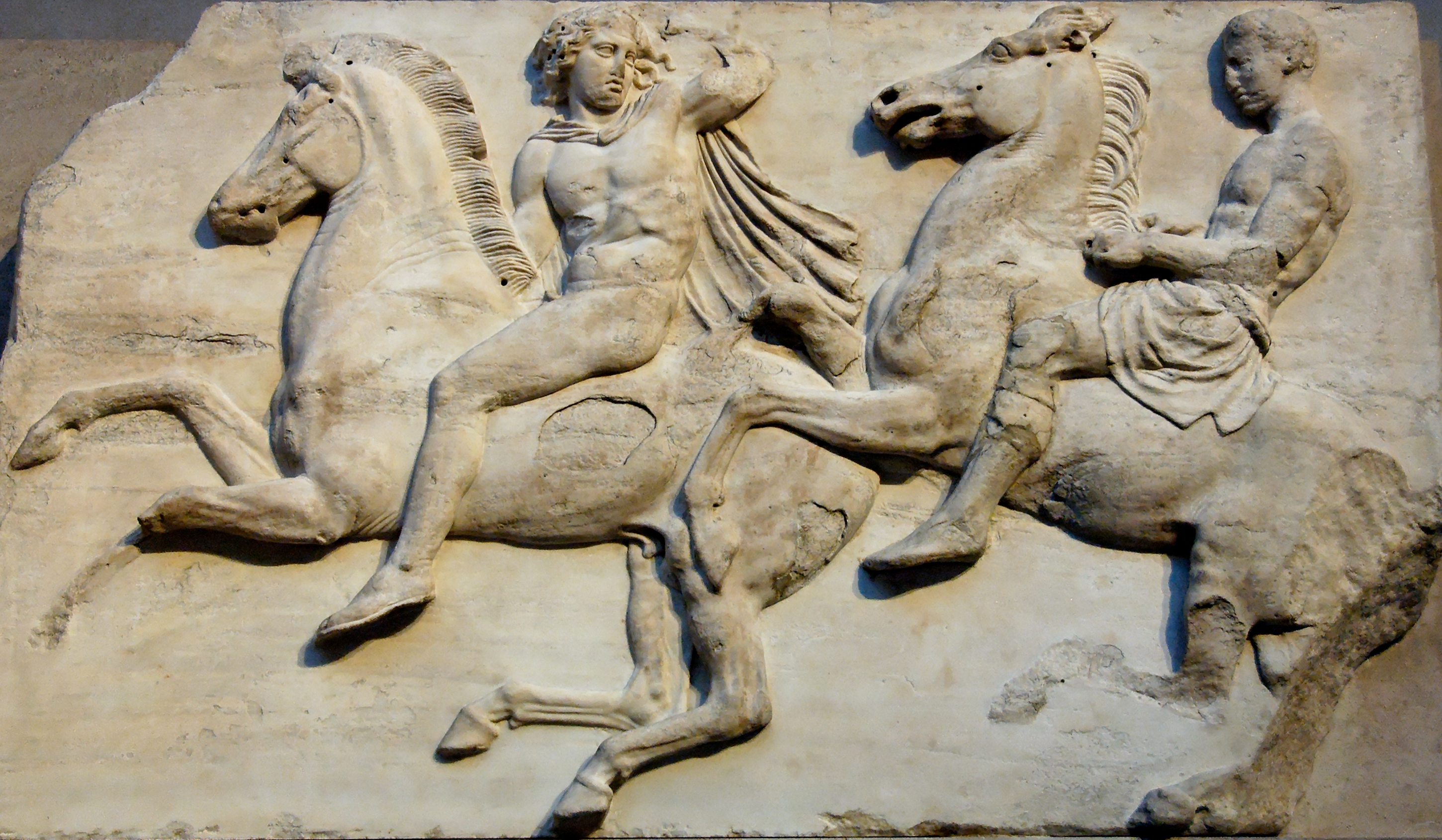
Cavalleria del fris oest del Partenó, Museu Britànic.

Estan dividits en dues línies de deu fileres -significativament, el mateix nombre que les tribus àtiques. Tots són joves -efebs-, amb l'excepció de dos que porten vestimentes tràcies amb gorra de pell, una capa estampada i botes altes; aquests han estat identificats per Martin Robertson com oficials de cavalleria. Després hi ha carruatges de quatre cavalls, cadascú amb el seu conductor i un passatger armat; n'hi ha deu al fris meridional i onze al septentrional. Atès que aquests passatgers són de vegades representats descavalcant, potser representen els apobatai —atletes participants en una carrera cerimonial— de l'Àtica i Beòcia.
Les setze figures següents de la part nord i divuit de la sud es considera que són els ancians d'Atenes, si es jutja pel seu cabell trenat, un atribut d'edat distingida en l'art clàssic. Quatre d'aquestes figures aixequen la seva mà dreta en un gest de puny tancat que suggereix una postura relacionada amb els ancians portadors de rames d'olivera, que eren homes escollits pel seu bon aspecte. Després es troben els músics: quatre tocadors de cítara i quatre d'aulos. Seguits d'homes i dones portadors d'hídries, de safates amb pastissos per a atreure els animals, les vaques i ovelles destinades al sacrifici, cap a l'altar.

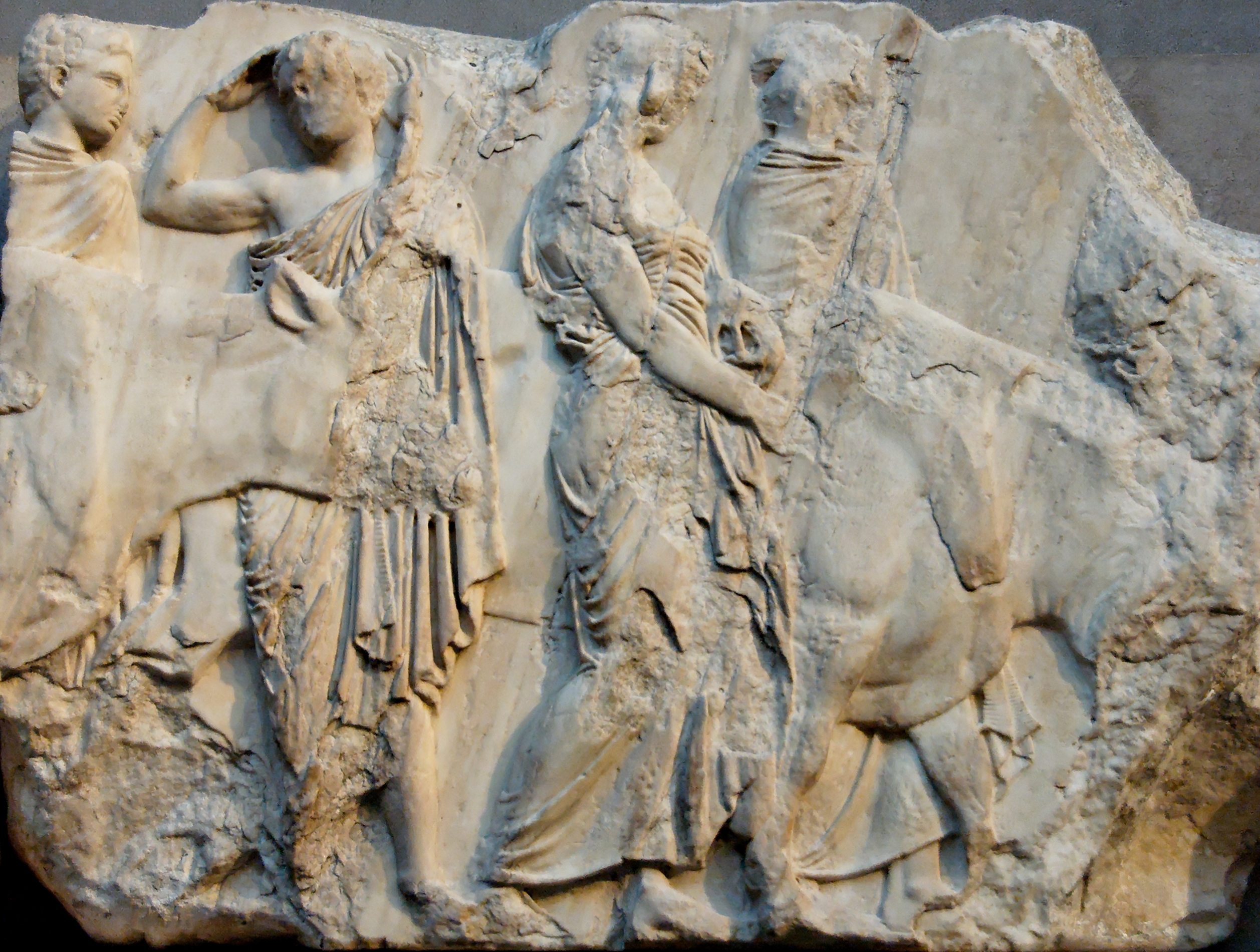
Fris oriental amb el bestiar portat al sacrifici (Museu Britànic).

A les files que convergeixen en el fris oriental, es troben les primeres dones celebrants, porten instruments per al sacrifici, incloent-hi enòcoes (gerres de vi) i cremadors d'encens; aquestes noies eren conegudes com a canèfores. Els dotze déus asseguts es considera que són els olímpics, i estan un terç més alts que qualsevol altra figura del fris i estan col·locats en dos grups de sis sobre tamborets sense respatller, amb l'excepció de Zeus, que està entronitzat. Hi apareixen cinc figures (tres nens i dos adults, encara que s'aprecien molt borrosos, els dos nens de l'esquerra són possiblement nenes); les noies porten objectes sobre el cap, potser cistells; el tercer, possiblement un noi, està ajudant un adult que pot ser l'arcont basileu, a plegar una peça de tela. Aquest és usualment entès com la representació del pèplum d'Atena.
Joan Breton Connelly ha sostingut recentment una altra interpretació del fris, en què intenta demostrar que la iconografia del fris es basa en la mitologia grega. Aquesta interpretació argumenta que les escenes mostren el sacrifici de Pandora, filla menor d'Erecteu, a Atena. Aquest sacrifici humà era exigit per Atena per salvar la ciutat d'Eumolp, rei d'Eleusis, que havia reunit un exèrcit per atacar Atenes.
Va ser esculpit aproximadament entre els anys 443 i 438 aC, molt probablement sota la direcció de Fídies. Sobreviuen uns 128 metres del fris original, prop del 94%, i se'n coneix la resta solament pels dibuixos que va fer l'artista flamenc Jacques Carrey, el 1674. Els seus fragments es troben dispersos en diversos museus, sobretot al Museu de l'Acròpoli d'Atenes i al Museu Britànic de Londres.

### Tríglifs i mètopes
Els tríglifs eren blancs i blaus (pedra calcària); per tant, hi havia policromia. El fons dels frisos i mètopes era vermell i el del frontó blau brillant, i a les figures es pintaven els ulls i els cabells.
L'estil i qualitat de les mètopes és diferent, plaques quadrades adornades amb relleus que alternen amb els tríglifs formant el fris al voltant del temple. El seu nombre total era de noranta-dues, però només han perdurat dinou d'aquelles plaques. La major part van ser destruïdes quan el Partenó passà a ser emprat com a església cristiana.
Estaven dedicades a quatre guerres, una en cada façana: a la façana est, el fris representava la gigantomàquia o lluita dels déus amb els gegants; al fris del sud, la centauromàquia o lluita dels centaures vers els lapites; a l'oest, l'amazonomàquia o lluita de les amazones contra els grecs, i al nord la Guerra de Troia.

### Frontons
Els frontons varen ser realitzats amb posterioritat a la inauguració del temple. Actualment sabem com eren, gràcies als dibuixos i les còpies de l'antiguitat. Els dos frontons fan referència a la vida de la dea Atena. Se sap de la seva existència al segle ii per les descripcions de Pausànies.
El frontó oriental representa el moment en què Atena ha nascut del cap de Zeus; el rei dels déus és assegut al tron i al seu costat, dempeus, la dea de la saviesa; entre tots dos vola una petita victòria. Hefest (déu del foc), que ha ajudat al naixement tallant amb una destral el cap de Júpiter, presencia l'escena amb altres déus, entre ells Hèlios, el sol, que surt del seu carro i Selene, la lluna, que es retira amb el seu. Als extrems, d'un costat, Dionís déu del vi, reclinat, ocupa l'angle amb les seves cames. De l'altre costat, tenim tres dones embolcallades amb robes finíssimes, dues d'assegudes i l'altra reclinada.
Per desgràcia, les peces centrals del frontó van ser destruïdes abans fins i tot que Jacques Carrey el documentés amb útils dibuixos, el 1674, per la qual cosa totes les reconstruccions són objecte de conjectures i especulacions. Els principals déus de l'Olimp, probablement, estaven al voltant de Júpiter i Atena, observant l'esdeveniment meravellós, amb Hefest i Hera. Els dibuixos de Carrey han estat fonamentals en la reconstrucció de la disposició escultòrica més enllà de les figures centrals.
El tema del frontó occidental és la competició entre Posidó, déu del mar, i Atena per la possessió del turó. Posidó, amb un cop de trident, fa brotar aigua de la terra; Atena, d'un cop de llança, crea una olivera, arbre de la saviesa i símbol de la ciutat d'Atenes; Atene és declarada triomfant. Diversos déus, entre ells Cècrops i Erecteu I amb les seves famílies, contemplen el conjunt.
El treball dels frontons va durar des del 438-432 aC, i les escultures dels frontons del Partenó són alguns dels millors exemples de l'art clàssic grec. Les figures estan esculpides en moviment natural, amb els cossos plens d'energia vital que brolla de la seva carn, una carn que alhora irromp a través de la roba prima. Els quitons permeten que el cos es reveli a sota, esdevenint el centre de la composició. La distinció entre els déus i els éssers humans és poc clara en la interacció conceptual entre l'idealisme i el naturalisme atorgat a la pedra pels escultors.

## Hekatómpedon
El primer intent de construir un santuari d'Atena Pàrtenos al Partenó actual va ser poc després de la batalla de Marató (c. 490-88 aC). Aquest edifici va reemplaçar una hekatómpedon (que significa "cent peus") i s'ha mantingut al costat del temple arcaic dedicat a Atena Folias.
L'antic Partenó, com s'anomena sovint, encara estava en construcció quan els perses varen saquejar la ciutat el 480 aC i van arrasar l'Acròpoli. L'existència del proto-Partenó i la seva destrucció varen ser coneguts per Heròdot, i els tambors de les seves columnes eren clarament visibles incorporats al mur nord de l'Erectèon. Les proves materials addicionals d'aquesta estructura es van posar de manifest amb les excavacions de Patagiotis Kavvadías, el 1885-90. Els resultats d'aquesta excavació va permetre a Wilhelm Dörpfeld, llavors director de l'Institut Arqueològic Alemany, afirmar que existia una infraestructura diferent de la del Partenó original, anomenat Partenó I per Dörpfeld, no immediatament a continuació de l'edifici actual, com s'havia suposat fins aquell moment.
L'observació de Dörpfeld va ser que, dels tres esglaons del primer Partenó, els dos passos primers eren de pedra calcària de Poros, igual que els fonaments, i el tercer i superior era de calcària de Karrha, que va ser cobert pel primer esglaó del Partenó de Pèricles.
Aquesta plataforma era més petita i estava una mica al nord del Partenó final, cosa que indica que va ser construït en un edifici totalment diferent, ara totalment cobert. Aquesta imatge va ser tot un repte per la publicació de l'informe final sobre les excavacions del 1885-90, la qual cosa indica que la infraestructura va ser contemporània de les parets Kimonian, i implica una data posterior per al primer temple.
Si el Partenó original va ser destruït el 480 aC, caldria preguntar-se per què el lloc va quedar en ruïnes durant trenta-tres anys. Un argument se centra en el jurament pels aliats grecs abans de la batalla de Platea el 479 aC declarant que el santuari destruït pels perses no seria reconstruït, un jurament del qual els atenencs només es varen alliberar amb la Pau de Cali, el 450 aC.
Els costos de la reconstrucció d'Atenes després del saqueig persa és, probablement, un altre bon motiu.
No obstant això, les excavacions de Bert Hodge Hill el van portar a proposar l'existència d'un segon Partenó, iniciat en el període de Cimó II a partir del 468 aC. Hill va argumentar que l'esglaó de pedra calcària de Karrha que Dörpfeld identificava com el més alt del Partenó I era de fet el més baix dels tres esglaons del Partenó II, del qual Hill estimava unes dimensions de l'estilobat de 23.51 x 66.888 m.
Una de les dificultats per a datar el proto-Partenó és que, en el moment de l'excavació del 1885, el mètode arqueològic de la seriació no estava plenament desenvolupat, la cura en l'excavació i la reposició de materials va portar a una pèrdua d'informació valuosa.
Un intent de donar sentit als fragments de ceràmica trobats a l'Acròpoli va arribar amb l'estudi en dos volums per Graef i Langlotz, publicats el 1925-33. Aquest va inspirar l'arqueòleg nord-americà William Bell Dinsmoor per a tractar de limitar les dates de subministrament per a la plataforma del temple i els cinc murs ocults sota la reconstrucció de terrasses de l'Acròpoli. Dinsmoor va proposar que la data més moderna possible per al Partenó I no era abans de 495 aC, en contradicció amb la data donada per Dörpfeld. Posteriorment, Dinsmoor va negar que hi hagués dos proto-Partenons, i que l'únic temple anterior a Pèricles era el que Dörpfeld anomenava Partenó II. Dinsmoor i Dörpfeld varen intercanviar els seus punts de vista en l'American Journal of Archaeology, el 1935.

## Relació amb l'entorn
El temple es mostra separat de l'entorn, situat en un terreny elevat i sobre uns graons (estereobat). La façana principal dona cap a orient, el punt per on surt el sol, com és habitual en totes les construccions religioses de l'antiguitat. Aquesta orientació feia que l'edifici donés l'esquena a l'entrada principal de l'Acròpoli. Si bé l'Acròpoli és coronada pel Partenó, també hi ha altres edificis importants com la Porta Beule, el petit temple de Nike Àptera, els Propileus, l'Erectèon, el teatre de Dionís, l'Asclepeion i l'odèon d'Herodes Àtic. L'Acròpoli d'Atenes estava situada en un turó rocós que va servir de fortalesa natural i que va ser lloc d'assentament humà des del Neolític i on al llarg dels segles es van erigir aquests temples. La disposició d'aquests edificis era marcada per la tradició, i es vinculava en molts casos a llegendes antigues sobre la fundació de la ciutat, per la qual cosa no es podia variar, aquesta circumstància dona al conjunt un aspecte «desordenat».
| \| \| Acròpolis d'Atenes: Patrimoni de la Humanitat \| |                                               |
| 1 Partenó - 2 Antic temple d'Atena - 3 Erectèon - 4 Estàtua d'Atena Pròmacos - 5 Propileu - 6 Temple de Nice Àptera - 7 Eleusínion - 8 Santuari d'Àrtemis Braurònia - 9 Calcoteca - 10 Pandrosèon - 11 Casa de les Arrèfores - 12 Altar d'Atena - 13 Santuari de Zeus Polieu - 14 Santuari de Pandíon - 15 Odèon d'Herodes Àtic - 16 Estoa d'Èumenes - 17 Santuari d'Asclepi - 18 Teatre de Dionís - 19 Odèon de Pèricles - 20 Tèmenos de Dionís |                                               |
| | Acròpolis d'Atenes: Patrimoni de la Humanitat |

## Funció
La funció primordial dels temples grecs no era pas el culte, el Partenó no disposava d'altar. Fou erigit com una ofrena monumental als déus i una demostració de la grandesa d'Atenes i de la Lliga de Delos.
Va ser Pèricles, governant d'Atenes, qui després de la guerra amb els perses va decidir la reconstrucció dels temples i edificis públics de la ciutat, ja que aquests havien estat destruïts pels perses. El Partenó és una ofrena a Atena, dea de la guerra i la saviesa i protectora de la ciutat, com a símbol de la victòria de Grècia sobre la barbàrie persa.

## Història

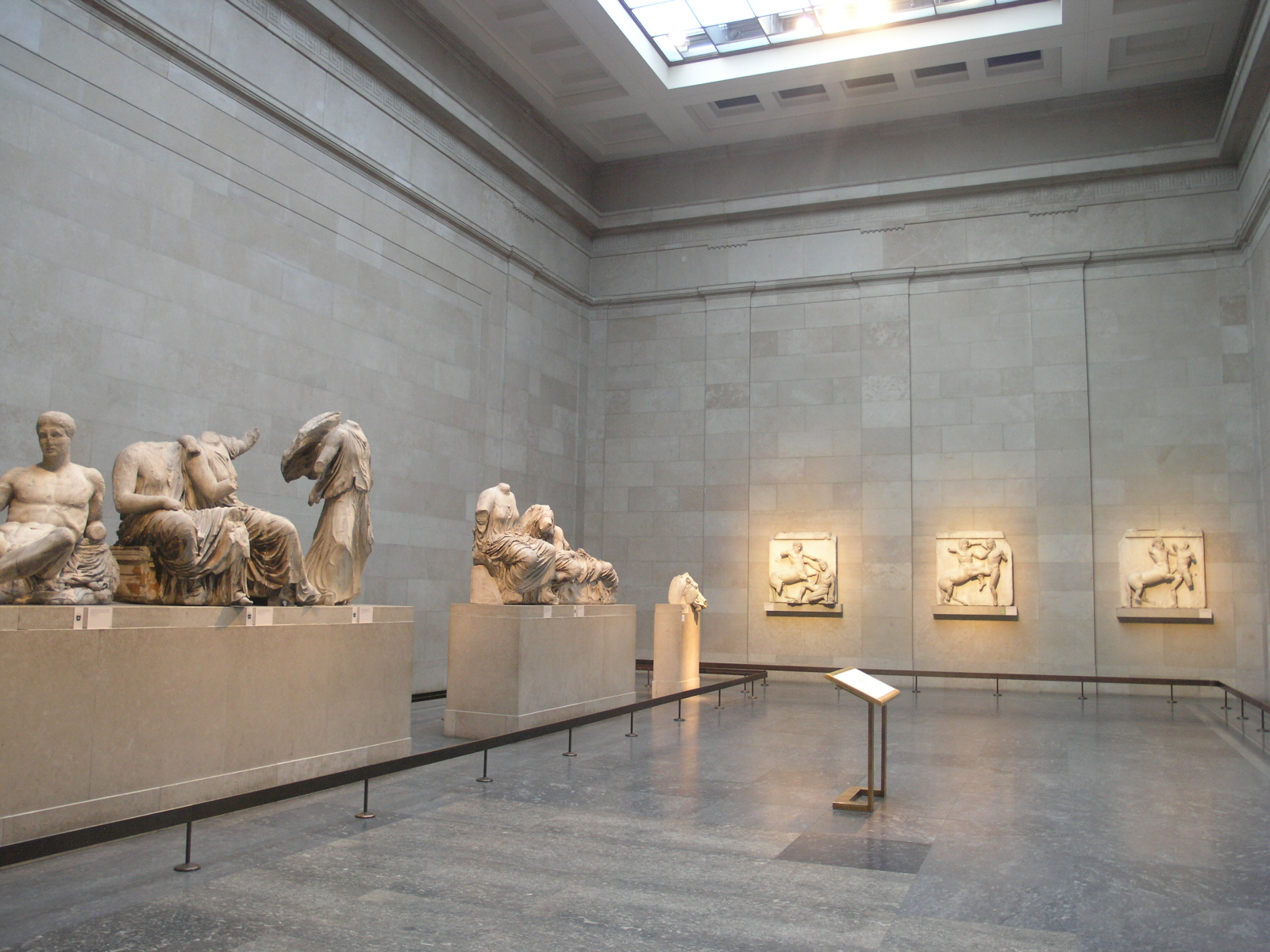
Sala 18 del Museu Britànic.

Va ser erigit entre les guerres mèdiques i la del Peloponès sobre una altra edificació, que mesurava 101 peus, destruïda per l'exèrcit persa el 480 aC. La derrota persa va corroborar el poder hegemònic d'Atenes.
L'arribada al poder de l'estrateg Pèricles el 462 aC va suscitar l'oposició d'algunes polis com Esparta, queixosa que els atenencs s'apropiessin de part dels diners de la Lliga per restaurar l'Acròpoli. Uns anys després, es va convocar les ciutats estat per debatre el problema dels temples arrasats pels perses: Atenes havia de recuperar l'esplendor. Aquell projecte va finalitzar el tribut dels aliats i va generar molts llocs de treball.
Pèricles encarregà a Fídies la reconstrucció de L'Acròpoli d'Atenes. Fídies pensà el Partenó com l'habitacle d'Atena; fou el mateix Fídies qui realitzà la colossal escultura Atena Pàrtenos, d'onze metres d'alçada. Els arquitectes foren Ictinos, Cal·lícrates i Carpió, la participació d'aquest darrer està poc documentada. Aquests acomodaren l'arquitectura dels temples grecs per allotjar al Partenó aquella singular escultura, alhora que el perfeccionaren o hi trobaren solucions arquitectòniques. Ictinos va escriure un llibre que en concretava els aspectes innovadors, malauradament desaparegut.
La importància de la reforma va prendre una dimensió simbòlica en l'edifici, tant pel seu context històric com religiós; el temple es dedicà a la protectora de Grècia, la dea guerrera i de la saviesa.

### Influència
De Cal·lícrates, també trobem el temple de Nike Àptera i els Propileus, on no es veuen grans semblances amb el Partenó.
D'Ictinos, es creu que també va construir el Temple d'Hefest (també d'ordre dòric) a Atenes i el Temple d'Apol·lo a Figàlia, on va utilitzar l'ordre coríntia per les columnes.
De Fídies, trobem moltes altres escultures clàssiques, entre aquestes, una de les set meravelles del món: l'estàtua de Zeus a Olímpia, on trobem moltes similituds amb la que hi ha d'Atena a l'interior del Partenó; entre aquestes, la colossalitat del monument. També podem remarcar que l'Erectèon va ser creat pels deixebles de Fídies, que també esculpeixen les cariàtides com figures colossals i seguint la tècnica de robes molles creada pel seu mestre.

### Usos posteriors
El Partenó fou reconvertit en església cristiana en el segle vi, moment en què pateix una primera alteració seriosa. Els cristians consideraven un deure pietós destruir les imatges i les escultures dels déus pagans.
En el segle xiv, durant l'època catalana, passà a ser església llatina i era anomenada Santa Maria de Cetines. L'any 1380, Pere el Cerimoniós, sensible a la seva bellesa, manà que una guàrdia especial de 12 ballesters custodiés el Partenó nit i dia, i afirmà que era «la pus rica joia qui al mont sia».
També fou emprat de mesquita en el segle xv, quan disposà d'un minaret altíssim. Els venecians, a les ordres de Francesc Morosini, van canonejar l'Acròpoli fins que va explotar el Partenó, ensorraren la teulada i destruïren catorze columnes del peristil, el 1687. Morosini sabia que els turcs l'empraven com a polvorí durant la guerra que va enfrontar Turquia contra Venècia entre 1684 i 1699. En el segle xix, Lord Elgin va tallar i extreure escultures de marbre del fris del Partenó. Amb posterioritat, les va vendre al govern britànic, que encara avui exhibeix al Museu Britànic. A partir del 1921, s'ha anat reconstruint, però la pluja àcida n'amenaça la pervivència.